# Elecciones al Parlamento Europeo de 2014 (Italia)
Las elecciones al Parlamento Europeo de 2014 en Italia se celebraron el domingo 25 de mayo de 2014. Italia eligió a 73 eurodiputados de los 751 escaños del Parlamento Europeo.
El gobernante Partido Democrático (PD) ganó las elecciones con el 40,8% de los votos y 31 escaños, seguido por el Movimiento 5 Estrellas (21,2% y 17 escaños) y Forza Italia (16,8% y 13 escaños). Como resultado, el PD fue el segundo partido nacional más grande en el Parlamento Europeo por número de escaños después del CDU/CSU alemán y el más grande entre la Alianza Progresista de Socialistas y Demócratas. La puntuación del PD también fue el mejor resultado para un partido italiano en una elección nacional desde las elecciones generales de 1958, cuando la Democracia Cristiana ganó el 42,4% de los votos.
Los otros partidos que han superado el umbral electoral del 4% son Liga Norte (6,2% y 5 escaños), Nueva Centroderecha - Unión de Centro (4,4% y 3 escaños) y La Otra Europa con Tsipras (4,0% y 3 escaños). Los partidos que no han superado el umbral electoral y que no han ganado ningún escaño son Hermanos de Italia (3,7%), Verdes Europeos - Green Italia (0,9%), Elección Europea (0,7%), Italia de los Valores (0,7%) y Yo Cambio - Movimiento Asociativo Italianos en el Exterior (0,2%).
El umbral del 4% puede ser superado por los partidos que representan a las minorías lingüísticas, siempre que obtengan más de 50.000 votos, en conexión con un partido que obtenga más del 4% de los votos. El Partido Popular Sudtirolés, que representa a la minoría de habla alemana de Tirol del Sur, ganó un escaño gracias a su conexión con el PD.

## Sistema electoral
La representación proporcional por listas era el sistema electoral tradicional de la República Italiana desde su fundación en 1946, por lo que se había adoptado para elegir también a los representantes italianos en el Parlamento Europeo. Se utilizaron dos niveles: un nivel nacional para dividir escaños entre partidos y un nivel de circunscripción para distribuirlos entre candidatos. Las regiones de Italia se unieron en 5 distritos electorales, cada uno eligiendo un grupo de diputados. A nivel nacional, los escaños se dividieron entre listas de partidos utilizando el método de resto mayor con cuota Hare. Todos los escaños obtenidos por cada partido se distribuyeron automáticamente entre sus listas abiertas locales y sus candidatos más votados.
En el período previo a las elecciones de 2009, el Parlamento italiano introdujo un umbral electoral del 4% en la ley electoral del Parlamento Europeo. Sin embargo, la ley electoral garantiza la representación de las minorías lingüísticas. Los partidos que representan a las minorías pueden conectarse con los partidos principales a los efectos de las elecciones, combinando sus votos. Si el partido de la minoría lingüística obtiene más de 50.000 votos, gana un escaño.

## Principales partidos y líderes

### Eurodiputados salientes
Esta es una lista de las delegaciones italianas reunidas en el Parlamento Europeo antes del 25 de mayo de 2014.
| Grupo del PE                        | Grupo del PE                                     | Escaños | Partido               | Eurodiputados |
| ----------------------------------- | ------------------------------------------------ | ------- | --------------------- | ------------- |
|                                     | Partido Popular Europeo                          | 34/73   |                       |               |
| Forza Italia                        | Partido Popular Europeo                          | 34/73   | 15                    |               |
| Nueva Centroderecha                 | Partido Popular Europeo                          | 34/73   | 7                     |               |
| Unión de Centro                     | Partido Popular Europeo                          | 34/73   | 5                     |               |
| Hermanos de Italia                  | Partido Popular Europeo                          | 34/73   | 2                     |               |
| Populares por Europa                | Partido Popular Europeo                          | 34/73   | 2                     |               |
| Partido Popular Sudtirolés          | Partido Popular Europeo                          | 34/73   | 1                     |               |
| Unión de Demócratas por Europa      | Partido Popular Europeo                          | 34/73   | 1                     |               |
| Futuro y Libertad                   | Partido Popular Europeo                          | 34/73   | 1                     |               |
|                                     | Alianza Progresista de Socialistas y Demócratas  | 23/73   | Partido Democrático   | 23            |
|                                     | Europa de la Libertad y la Democracia            | 8/73    |                       |               |
| Liga Norte                          | Europa de la Libertad y la Democracia            | 8/73    | 6                     |               |
| Yo Cambio                           | Europa de la Libertad y la Democracia            | 8/73    | 1                     |               |
| Yo Amo Italia                       | Europa de la Libertad y la Democracia            | 8/73    | 1                     |               |
|                                     | Alianza de los Liberales y Demócratas por Europa | 4/73    | Italia de los Valores | 4             |
|                                     | Conservadores y Reformistas Europeos             | 2/73    |                       |               |
| Forza Italia                        | Conservadores y Reformistas Europeos             | 2/73    | 1                     |               |
| Conservadores y Social Reformadores | Conservadores y Reformistas Europeos             | 2/73    | 1                     |               |
|                                     | No inscritos                                     | 2/73    |                       |               |
| Liga Norte                          | No inscritos                                     | 2/73    | 1                     |               |
| Independiente                       | No inscritos                                     | 2/73    | 1                     |               |

1. ↑  Incluyendo un eurodiputado de Los Populares de Italia Mañana.
2. ↑  Incluyendo un eurodiputado de Populares por Italia y un eurodiputado de UDC.

### Resumen de partidos
En la siguiente tabla se enumeran los doce partidos/listas que participan en la elección.
| Partido | Partido                        | Ideología principal          | Líder             | Partido Europeo | Escaños |
| ------- | ------------------------------ | ---------------------------- | ----------------- | --------------- | ------- |
|         | Partido Democrático            | Socialdemocracia             | Matteo Renzi      | PES             | 23/73   |
|         | Forza Italia                   | Conservadurismo liberal      | Silvio Berlusconi | EPP             | 17/73   |
|         | Nueva Centroderecha – UdC      | Democracia cristiana         | Angelino Alfano   | EPP             | 13/73   |
|         | Liga Norte                     | Regionalismo                 | Matteo Salvini    | Ninguno         | 7/73    |
|         | Italia de los Valores          | Anticorrupción               | Ignazio Messina   | ALDE            | 3/73    |
|         | Hermanos de Italia             | Conservadurismo nacionalista | Giorgia Meloni    | Ninguno         | 3/73    |
|         | Elección Europea               | Liberalismo                  | Varios líderes    | ALDE            | 1/73    |
|         | Yo Cambio – MAIE               | Centrismo                    | Angelo Alessandri | Ninguno         | 1/73    |
|         | Partido Popular Sudtirolés     | Regionalismo                 | Arno Kompatscher  | EPP             | 1/73    |
|         | Movimiento 5 Estrellas         | Populismo                    | Beppe Grillo      | Ninguno         | 0/73    |
|         | La Otra Europa con Tsipras     | Socialismo democrático       | Varios líderes    | PEL             | 0/73    |
|         | Verdes Europeos - Green Italia | Política verde               | Varios líderes    | EGP             | 0/73    |

1. ↑  Incluyendo al PSI y ALPE. PD tenía 23 eurodiputados, tres de ellos escindidos de IdV.
2. ↑  Sucesor legal de PdL, incluyendo a PID, UDEUR y MIR. FI tenía 17 eurodiputados, 16 con el EPP y uno con ECR.
3. ↑  Lista compuesta por NCD y UdC, incluyendo a Ppl. La UdC tenía 5 eurodiputados, NCD tenía 6 escindidos de PdL y Ppl tenía 2 escindidos de PdL.
4. ↑  Incluyendo a MpA y DF. LN tenía 6 eurodiputados, 5 con EFD y uno con NI.
5. ↑  Incluyendo al Partido del Sur.
6. ↑  Incluyendo a Yo Amo Italia. FdI tenía 2 eurodiputados escindidos de PdL, 2 con el EPP y Yo Amo Italia tenía uno con EFD.
7. ↑  Lista compuesta por SC, FFD y CD, incluyendo a CSR, PLI, PRI y otros partidos menores. CSR tenía un eurodiputado escindido de PdL con ECR.
8. ↑  Incluyendo a Yo Cambio y MAIE. Yo Cambio tenía un eurodiputado escindido de LN con EFD
9. ↑  Incluyendo a PATT, UpT y SS.
10. ↑  Incluyendo a SEL, PRC, VGV, Independientes y otros partidos menores.
11. ↑  Incluyendo a Green Italia y Federación de los Verdes.

### Principales candidatos
En la siguiente tabla se enumeran los principales candidatos de cada partido/lista en los cinco distritos electorales. En el caso de que el líder del partido se ubique en los cinco como máximo candidato, también se muestra el segundo de la lista. Los nombres del Movimiento 5 Estrellas se compilaron siguiendo el orden alfabético.
| Partido | Partido                               | Noroeste                             | Nordeste                          | Centro                        | Sur                                   | Islas                             | Fuente                                                      |
| ------- | ------------------------------------- | ------------------------------------ | --------------------------------- | ----------------------------- | ------------------------------------- | --------------------------------- | ----------------------------------------------------------- |
|         | Forza Italia                          | Giovanni Toti                        | Elisabetta Gardini                | Antonio Tajani                | Raffaele Fitto                        | Gianfranco Micciché               | link                                                        |
|         | Partido Democrático                   | Alessia Mosca                        | Alessandra Moretti                | Simona Bonafé                 | Pina Picierno                         | Caterina Chinnici                 | link                                                        |
|         | Liga Norte                            | Matteo Salvini Claudio Borghi        | Matteo Salvini Flavio Tosi        | Matteo Salvini Manuel Vescovi | Matteo Salvini Angelo Attaguile (MPA) | Matteo Salvini Francesca Donato   | link                                                        |
|         | Italia de los Valores                 | Ignazio Messina Giommaria Uggias     | Ignazio Messina Antonino Pipitone | Ignazio Messina Paolo Brutti  | Ignazio Messina Aniello Di Nardo      | Ignazio Messina Giommaria Uggias  | link                                                        |
|         | Nueva Centroderecha – Unión de Centro | Maurizio Lupi (NCD)                  | Antonio Cancian (NCD)             | Beatrice Lorenzin (NCD)       | Lorenzo Cesa (UdC)                    | Giovanni La Via (NCD)             | link Archivado el 28 de marzo de 2016 en Wayback Machine.   |
|         | Movimiento 5 Estrellas                | Gabriele Antonica (orden alfabético) | Marco Affronte (orden alfabético) | Laura Agea (orden alfabético) | Isabella Adinolfi (orden alfabético)  | Ignazio Corrao (orden alfabético) | link                                                        |
|         | Hermanos de Italia                    | Giorgia Meloni Guido Crosetto        | Giorgia Meloni Magdi Allam        | Giorgia Meloni Marco Scurria  | Giorgia Meloni Gianni Alemanno        | Giorgia Meloni Salvatore Deidda   | link                                                        |
|         | La Otra Europa con Tsipras            | Curzio Maltese                       | Paola Morandin                    | Barbara Spinelli              | Ermanno Rea                           | Barbara Spinelli                  | link Archivado el 26 de mayo de 2014 en Wayback Machine.    |
|         | Elección Europea                      | Gianluca Susta (SC)                  | Michele Boldrin (FFD)             | Stefania Giannini (SC)        | Bruno Tabacci (CD)                    | Anna Busia (CD)                   | link Archivado el 20 de octubre de 2020 en Wayback Machine. |
|         | Verdes Europeos - Green Italia        | Oliviero Alotto (GI)                 | Syusy Blady                       | Annalisa Corrado (GI)         | Vincenzo Fornaro                      | Fabio Granata (GI)                | link                                                        |
|         | Yo Cambio – MAIE                      | Agostino D'Antuoni (IC)              | Maria Cristina Sandrin            | Claudio Morganti (IC)         | Davide Vannoni                        | Davide Vannoni                    | link                                                        |
|         | Partido Popular Sudtirolés            | —                                    | Herbert Dorfmann                  | —                             | —                                     | —                                 | link                                                        |

## Encuestas de opinión
Los resultados de la encuesta se enumeran según la fecha de publicación de la encuesta. Los datos detallados generalmente se publican en el sitio web oficial del gobierno italiano. La publicación de encuestas de opinión durante los últimos 15 días de la campaña electoral está prohibida por la ley italiana.
| Fecha                 | Encuestadora           | FI                | PD    | LN   | UdC    | M5S  | SC     | FdI  | NCD   | AET | SE  | Otros | Dif. |     |     |     |     |
| --------------------- | ---------------------- | ----------------- | ----- | ---- | ------ | ---- | ------ | ---- | ----- | --- | --- | ----- | ---- | --- | --- | --- | --- |
| Fecha                 | Encuestadora           | 9 de mayo de 2014 | Epokè | 16,3 | 30,2   | 6,8  | c. NCD | 22,6 | c. SE | 3,3 | 5,4 | Otros | Dif. | 6,3 | 4,5 | 4,6 | 7,6 |
| 9 de mayo de 2014     | Euromedia              | 20,9              | 31,4  | 5,8  | c. NCD | 25,0 | c. SE  | 3,9  | 4,6   | 3,5 | 2,5 | 2,4   | 6,4  |     |     |     |     |
| 9 de mayo de 2014     | EMG                    | 19,7              | 33,2  | 5,1  | c. NCD | 25,0 | c. SE  | 4,0  | 4,8   | 3,7 | 2,3 | 2,2   | 8,2  |     |     |     |     |
| 9 de mayo de 2014     | IPR                    | 18,8              | 32,7  | 5,5  | c. NCD | 25,0 | c. SE  | 4,0  | 6,0   | 3,4 | 2,5 | 2,1   | 7,7  |     |     |     |     |
| 9 de mayo de 2014     | Ixè                    | 18,2              | 33,2  |      | c. NCD | 26,4 | c. SE  |      |       |     |     |       | 6,8  |     |     |     |     |
| 9 de mayo de 2014     | Ipsos                  | 19,5              | 33,8  | 5,2  | c. NCD | 23,0 | c. SE  | 4,0  | 6,4   | 3,0 | 3,0 | 2,1   | 10,8 |     |     |     |     |
| 9 de mayo de 2014     | ISPO                   | 18,1              | 34,9  | 4,9  | c. NCD | 23,7 | c. SE  | 3,7  | 6,4   | 3,7 | 2,1 | 2,5   | 11,2 |     |     |     |     |
| 9 de mayo de 2014     | Demos&Pi               | 17,5              | 32,8  | 4,5  | c. NCD | 22,0 | c. SE  | 4,3  | 7,0   | 4,5 | 3,6 | 3,8   | 10,8 |     |     |     |     |
| 8 de mayo de 2014     | Tecnè                  | 21,7              | 28,8  | 4,9  | c. NCD | 27,7 | c. SE  | 4,0  | 4,5   | 3,6 | 2,2 | 2,6   | 1,1  |     |     |     |     |
| 8 de mayo de 2014     | SWG                    | 19,1              | 34,8  | 5,6  | c. NCD | 24,0 | c. SE  | 2,8  | 5,2   | 3,7 | 2,1 | 2,7   | 10,8 |     |     |     |     |
| 8 de mayo de 2014     | Demopolis              | 17,5              | 33,5  | 5,2  | c. NCD | 26,4 | c. SE  | 4,1  | 5,7   | 4,0 | 2,0 | 1,6   | 7,1  |     |     |     |     |
| 8 de mayo de 2014     | Piepoli                | 20,0              | 34,0  | 4,5  | c. NCD | 25,0 | c. SE  | 3,5  | 5,0   | 3,5 | 2,5 | 2,0   | 9,0  |     |     |     |     |
| 7 de mayo de 2014     | Euromedia              | 20,2              | 31,1  | 5,2  | c. NCD | 25,9 | c. SE  | 3,9  | 4,9   | 3,5 | 2,4 | 2,9   | 5,2  |     |     |     |     |
| 7 de mayo de 2014     | Datamedia              | 20,0              | 32,0  | 5,1  | c. NCD | 26,0 | c. SE  | 3,9  | 5,1   | 3,5 | 2,0 | 2,4   | 6,0  |     |     |     |     |
| 7 de mayo de 2014     | Lorien                 | 19,0              | 34,0  | 5,5  | c. NCD | 23,0 | c. SE  | 3,5  | 6,5   | 4,0 | 2,5 | 2,0   | 11,0 |     |     |     |     |
| 6 de mayo de 2014     | Ipsos                  | 19,4              | 33,9  | 5,0  | c. NCD | 23,9 | c. SE  | 4,1  | 6,1   | 3,5 | 3,0 | 1,1   | 10,0 |     |     |     |     |
| 6 de mayo de 2014     | Demopolis              | 17,4              | 33,0  | 5,3  | c. NCD | 25,5 | c. SE  | 4,0  | 5,7   | 4,1 | 2,2 | 2,8   | 7,5  |     |     |     |     |
| 5 de mayo de 2014     | IPR                    | 19,0              | 32,3  | 5,2  | c. NCD | 26,0 | c. SE  | 3,8  | 5,9   | 3,3 | 1,6 | 1,9   | 6,3  |     |     |     |     |
| 5 de mayo de 2014     | EMG                    | 19,8              | 33,6  | 4,9  | c. NCD | 24,6 | c. SE  | 4,0  | 4,9   | 3,6 | 2,4 | 2,2   | 9,0  |     |     |     |     |
| 5 de mayo de 2014     | SWG                    | 18,2              | 35,2  | 5,5  | c. NCD | 24,2 | c. SE  | 3,0  | 5,0   | 3,5 | 2,0 | 3,4   | 11,0 |     |     |     |     |
| 5 de mayo de 2014     | Ixè                    | 17,8              | 33,0  | 5,3  | c. NCD | 26,6 | c. SE  | 3,9  | 4,8   | 3,8 | 2,0 | 2,8   | 6,4  |     |     |     |     |
| 3 de mayo de 2014     | IPR                    | 19,0              | 32,3  | 5,2  | c. NCD | 26,0 | c. SE  | 3,8  | 5,6   | 3,3 | 1,6 | 2,2   | 6,3  |     |     |     |     |
| 3 de mayo de 2014     | Ipsos                  | 19,2              | 34,3  | 5,3  | c. NCD | 22,5 | c. SE  | 3,9  | 6,1   | 3,3 | 3,0 | 2,4   | 11,8 |     |     |     |     |
| 3 de mayo de 2014     | ScenariPolitici        | 17,5              | 29,8  | 7,5  | c. NCD | 27,5 | c. SE  | 4,2  | 5,0   | 4,2 | 2,5 | 1,8   | 2,3  |     |     |     |     |
| 30 de abril de 2014   | Tecnè                  | 21,3              | 28,9  | 5,3  | c. NCD | 27,4 | c. SE  | 3,8  | 4,8   | 3,8 | 2,3 | 2,4   | 1,5  |     |     |     |     |
| 30 de abril de 2014   | Datamedia              | 20,0              | 31,5  | 5,1  | c. NCD | 25,5 | c. SE  | 3,7  | 5,5   | 3,7 | 2,2 | 2,8   | 6,0  |     |     |     |     |
| 29 de abril de 2014   | Demopolis              | 17,0              | 33,2  | 5,4  | c. NCD | 25,0 | c. SE  | 3,8  | 5,6   | 4,0 | 2,3 | 3,7   | 8,2  |     |     |     |     |
| 29 de abril de 2014   | Ipsos                  | 19,3              | 34,4  | 5,1  | c. NCD | 23,7 | c. SE  | 3,9  | 5,9   | 3,3 | 3,2 | 1,2   | 10,7 |     |     |     |     |
| 29 de abril de 2014   | Lorien                 | 19,0              | 34,5  | 5,5  | c. NCD | 23,5 | c. SE  | 3,0  | 6,5   | 4,0 | 2,0 | 2,0   | 11,0 |     |     |     |     |
| 29 de abril de 2014   | Piepoli                | 19,5              | 34,0  | 4,5  | c. NCD | 24,0 | c. SE  | 3,5  | 6,0   | 4,0 | 2,5 | 2,0   | 10,0 |     |     |     |     |
| 28 de abril de 2014   | IPR                    | 19,0              | 32,7  | 5,0  | c. NCD | 25,0 | c. SE  | 3,8  | 6,0   | 3,5 | 2,8 | 2,2   | 7,7  |     |     |     |     |
| 28 de abril de 2014   | EMG                    | 19,6              | 33,1  | 4,5  | c. NCD | 24,4 | c. SE  | 4,0  | 5,1   | 3,8 | 2,5 | 3,0   | 8,7  |     |     |     |     |
| 28 de abril de 2014   | SWG                    | 18,0              | 35,4  | 5,6  | c. NCD | 21,9 | c. SE  | 3,5  | 4,9   | 3,8 | 2,2 | 4,7   | 13,5 |     |     |     |     |
| 26 de abril de 2014   | Ipsos                  | 19,0              | 34,9  | 5,4  | c. NCD | 21,6 | c. SE  | 4,1  | 6,3   | 3,1 | 3,2 | 2,4   | 13,3 |     |     |     |     |
| 24 de abril de 2014   | Epokè                  | 15,9              | 29,1  | 6,8  | c. NCD | 22,3 | c. SE  | 2,6  | 6,2   | 6,1 | 5,0 | 6,0   | 6,8  |     |     |     |     |
| 24 de abril de 2014   | IPR                    | 19,1              | 32,9  | 5,1  | c. NCD | 24,2 | c. SE  | 3,8  | 5,6   | 3,7 | 3,0 | 2,6   | 8,7  |     |     |     |     |
| 24 de abril de 2014   | Tecnè                  | 21,3              | 29,2  | 5,5  | c. NCD | 27,0 | c. SE  | 3,7  | 5,0   | 3,7 | 2,4 | 2,2   | 2,2  |     |     |     |     |
| 24 de abril de 2014   | Ixè                    | 17,5              | 32,1  | 5,0  | c. NCD | 27,4 | c. SE  | 3,8  | 5,1   | 4,1 | 2,0 | 3,0   | 4,7  |     |     |     |     |
| 23 de abril de 2014   | Demopolis              | 18,0              | 34,0  | 5,2  | c. NCD | 23,8 | c. SE  | 3,7  | 5,6   | 3,8 | 2,1 | 3,8   | 10,2 |     |     |     |     |
| 23 de abril de 2014   | Euromedia              | 20,1              | 32,0  | 5,0  | c. NCD | 25,3 | c. SE  | 3,7  | 4,6   | 3,4 | 2,5 | 3,4   | 6,7  |     |     |     |     |
| 23 de abril de 2014   | Piepoli                | 19,0              | 34,0  | 4,5  | c. NCD | 24,0 | c. SE  | 3,5  | 6,0   | 4,0 | 2,5 | 2,5   | 10,0 |     |     |     |     |
| 23 de abril de 2014   | IPR                    | 19,3              | 32,7  | 5,0  | c. NCD | 24,0 | c. SE  | 3,8  | 5,5   | 3,8 | 3,0 | 2,9   | 8,7  |     |     |     |     |
| 22 de abril de 2014   | EMG                    | 20,3              | 33,8  | 4,4  | c. NCD | 23,4 | c. SE  | 3,7  | 4,9   | 4,0 | 2,5 | 3,0   | 10,4 |     |     |     |     |
| 19 de abril de 2014   | ScenariPolitici        | 18,0              | 28,6  | 7,0  | c. NCD | 27,9 | c. SE  | 4,2  | 6,0   | 4,8 | 2,5 | 1,0   | 0,7  |     |     |     |     |
| 19 de abril de 2014   | Ipsos                  | 19,6              | 35,0  | 4,9  | c. NCD | 21,4 | c. SE  | 3,8  | 6,4   | 2,9 | 3,5 | 2,5   | 13,6 |     |     |     |     |
| 18 de abril de 2014   | Ixè                    | 18,0              | 32,8  | 5,2  | c. NCD | 25,8 | c. SE  | 3,5  | 5,5   | 3,9 | 2,1 | 3,2   | 7,0  |     |     |     |     |
| 18 de abril de 2014   | SWG                    | 18,2              | 35,8  | 5,0  | c. NCD | 22,7 | c. SE  | 3,1  | 4,9   | 3,9 | 2,2 | 4,2   | 13,1 |     |     |     |     |
| 18 de abril de 2014   | Demopolis              | 17,0              | 33,5  | 5,4  | c. NCD | 24,0 | c. SE  | 3,6  | 5,5   | 3,5 | 2,0 | 5,5   | 9,5  |     |     |     |     |
| 17 de abril de 2014   | Tecnè                  | 21,0              | 29,9  | 5,4  | c. NCD | 25,4 | c. SE  | 3,8  | 5,4   | 4,1 | 2,6 | 2,4   | 4,5  |     |     |     |     |
| 16 de abril de 2014   | Datamedia              | 19,0              | 32,0  | 5,2  | c. NCD | 25,1 | c. SE  | 3,5  | 5,7   | 3,9 | 2,2 | 3,4   | 6,9  |     |     |     |     |
| 15 de abril de 2014   | Piepoli                | 19,0              | 33,5  | 4,5  | c. NCD | 24,5 | c. SE  | 3,5  | 6,5   | 4,0 | 2,5 | 2,0   | 9,0  |     |     |     |     |
| 15 de abril de 2014   | Ipsos                  | 19,6              | 34,2  | 5,0  | c. NCD | 22,7 | c. SE  | 3,5  | 6,0   | 3,0 | 3,1 | 2,9   | 11,5 |     |     |     |     |
| 14 de abril de 2014   | EMG                    | 20,3              | 34,4  | 4,6  | c. NCD | 22,9 | c. SE  | 3,5  | 5,2   | 3,4 | 2,5 | 3,2   | 11,5 |     |     |     |     |
| 14 de abril de 2014   | IPR                    | 19,5              | 32,0  | 5,0  | c. NCD | 24,0 | c. SE  | 3,9  | 6,5   | 3,8 | 3,8 | 1,5   | 8,0  |     |     |     |     |
| 11 de abril de 2014   | Ixè                    | 19,1              | 32,2  | 5,2  | c. NCD | 25,2 | c. SE  | 3,6  | 5,3   | 4,2 | 1,9 | 3,3   | 7,0  |     |     |     |     |
| 11 de abril de 2014   | SWG                    | 20,3              | 34,3  | 4,8  | c. NCD | 23,0 | 2,4    | 2,4  | 3,8   | 4,1 | 0,8 | 4,1   | 11,3 |     |     |     |     |
| 10 de abril de 2014   | Tecnè                  | 21,4              | 30,5  | 5,1  | c. NCD | 23,8 | c. SE  | 3,6  | 5,7   | 4,8 | 2,4 | 2,7   | 6,7  |     |     |     |     |
| 9 de abril de 2014    | Ipsos                  | 20,5              | 33,9  | 5,8  | c. NCD | 22,3 | c. SE  | 3,0  | 5,3   | 3,1 | 3,4 | 2,7   | 11,6 |     |     |     |     |
| 9 de abril de 2014    | Piepoli                | 19,0              | 33,0  | 4,0  | c. NCD | 24,5 | c. SE  | 3,5  | 6,0   | 4,5 | 2,5 | 3,0   | 8,5  |     |     |     |     |
| 9 de abril de 2014    | Datamedia              | 20,0              | 31,3  | 5,0  | c. NCD | 24,3 | c. SE  | 3,3  | 5,0   | 3,9 | 2,3 | 4,9   | 7,0  |     |     |     |     |
| 7 de abril de 2014    | IPR                    | 20,0              | 30,5  | 4,5  | c. NCD | 23,0 | c. SE  | 3,7  | 6,0   | 3,5 | 3,7 | 5,1   | 7,5  |     |     |     |     |
| 7 de abril de 2014    | Ixè                    | 18,6              | 31,6  | 5,4  | 1,6    | 26,1 | 1,2    | 3,4  | 3,3   | 4,6 |     | 4,2   | 5,5  |     |     |     |     |
| 7 de abril de 2014    | EMG                    | 20,9              | 33,9  | 4,4  | c. NCD | 22,5 | c. SE  | 3,4  | 5,1   | 3,1 | 2,1 | 4,6   | 11,4 |     |     |     |     |
| 5 de abril de 2014    | Ipsos                  | 21,1              | 33,3  | 5,3  | c. NCD | 21,2 | c. SE  | 3,5  | 5,7   | 3,1 | 3,8 | 3,0   | 12,1 |     |     |     |     |
| 4 de abril de 2014    | SWG                    | 19,5              | 34,8  | 4,8  | 1,1    | 20,0 | 2,6    | 2,8  | 4,1   | 3,7 | 0,6 | 6,0   | 14,8 |     |     |     |     |
| 3 de abril de 2014    | Tecnè                  | 22,0              | 30,2  | 4,6  | 2,2    | 23,4 |        | 3,4  | 3,8   | 5,2 | 1,6 | 3,6   | 6,8  |     |     |     |     |
| 2 de abril de 2014    | Euromedia              | 21,6              | 31,5  | 4,8  | 1,8    | 21,4 | 1,0    | 3,5  | 3,9   | 3,8 | 2,0 | 4,7   | 9,9  |     |     |     |     |
| 2 de abril de 2014    | IPR                    | 21,0              | 30,0  | 4,3  | 2,0    | 22,5 | 1,0    | 3,3  | 4,0   | 3,5 | 2,0 | 6,4   | 7,5  |     |     |     |     |
| 2 de abril de 2014    | Piepoli                | 20,0              | 33,0  | 4,0  | 2,0    | 23,0 | 2,0    | 3,5  | 4,0   | 4,5 |     | 4,0   | 10,0 |     |     |     |     |
| 2 de abril de 2014    | Datamedia              | 20,0              | 31,0  | 5,0  | 1,8    | 24,3 |        | 3,1  | 3,4   | 3,9 | 2,0 | 5,5   | 6,7  |     |     |     |     |
| 1 de abril de 2014    | Lorien                 | 22,0              | 31,5  | 5,5  | 1,5    | 23,0 |        | 2,5  | 5,0   | 4,5 |     | 4,5   | 8,5  |     |     |     |     |
| 1 de abril de 2014    | Ipsos                  | 21,8              | 33,0  | 5,5  | 3,0    | 21,0 | 2,9    | 3,1  | 4,3   | 3,3 |     | 2,1   | 11,2 |     |     |     |     |
| 31 de marzo de 2014   | ScenariPolitici        | 18,3              | 27,9  | 7,1  | 2,0    | 25,9 | 1,4    | 3,6  | 4,2   | 4,8 | 1,7 | 3,1   | 2,0  |     |     |     |     |
| 31 de marzo de 2014   | EMG                    | 20,8              | 32,8  | 4,3  | 2,2    | 21,9 | 1,1    | 3,4  | 3,3   | 3,2 |     | 7,0   | 10,9 |     |     |     |     |
| 29 de marzo de 2014   | SWG                    | 18,8              | 35,0  | 5,0  | 1,3    | 21,1 | 2,1    | 3,1  | 3,8   | 4,0 |     | 5,2   | 13,9 |     |     |     |     |
| 28 de marzo de 2014   | Ixè                    | 20,8              | 30,5  | 5,8  | 1,2    | 25,3 | 1,4    | 3,2  | 3,2   | 4,9 |     | 3,7   | 5,2  |     |     |     |     |
| 27 de marzo de 2014   | Tecnè                  | 22,9              | 31,0  | 3,8  | 2,0    | 22,4 |        | 3,2  | 3,9   | 5,8 |     | 5,0   | 8,1  |     |     |     |     |
| 26 de marzo de 2014   | IPR                    | 22,0              | 29,5  | 4,3  | 2,0    | 23,0 | 1,0    | 3,0  | 4,3   | 3,5 | 2,3 | 5,1   | 6,5  |     |     |     |     |
| 26 de marzo de 2014   | Euromedia              | 22,2              | 31,5  | 4,4  | 1,5    | 20,8 |        | 3,1  | 3,5   | 4,0 |     | 9,0   | 9,3  |     |     |     |     |
| 26 de marzo de 2014   | Datamedia              | 20,5              | 30,5  | 5,0  | 1,8    | 24,0 |        | 3,0  | 3,5   | 3,7 | 2,0 | 6,0   | 6,5  |     |     |     |     |
| 24 de marzo de 2014   | EMG                    | 22,4              | 32,4  | 4,2  | 2,4    | 21,3 | 1,9    | 2,9  | 3,6   | 2,9 |     | 6,0   | 10,0 |     |     |     |     |
| 21 de marzo de 2014   | Ixè                    | 22,7              | 28,6  | 4,3  | 1,9    | 20,8 | 1,0    | 3,1  | 3,6   | 6,1 |     | 7,9   | 5,9  |     |     |     |     |
| 20 de marzo de 2014   | Tecnè                  | 23,5              | 32,4  | 3,3  | 1,9    | 21,9 |        | 2,9  | 3,8   | 5,6 |     | 4,7   | 8,9  |     |     |     |     |
| 17 de marzo de 2014   | IPR                    | 23,0              | 28,5  | 4,0  | 3,0    | 23,0 | 1,0    | 3,0  | 4,3   | 4,0 |     | 6,2   | 5,5  |     |     |     |     |
| 14 de marzo de 2014   | Ixè                    | 23,4              | 29,4  | 4,5  | 1,6    | 22,6 | 0,9    | 3,3  | 3,3   | 6,5 |     | 4,5   | 6,0  |     |     |     |     |
| 13 de marzo de 2014   | Tecnè                  | 24,4              | 30,4  | 4,0  | 2,0    | 21,8 |        | 3,5  | 3,5   | 5,4 |     | 5,0   | 6,0  |     |     |     |     |
| 13 de marzo de 2014   | IPR                    | 23,5              | 28,0  | 4,3  | 3,0    | 24,0 | c. UdC | 3,0  | 4,5   | 4,0 |     | 5,7   | 4,0  |     |     |     |     |
| 13 de marzo de 2014   | Euromedia              | 23,5              | 28,5  | 4,4  | 2,0    | 23,1 | 1,7    | 2,7  | 3,7   | 4,9 |     | 5,5   | 5,0  |     |     |     |     |
| 10 de marzo de 2014   | IPR                    | 24,0              | 27,5  | 4,3  | c. NCD | 24,0 | c. SE  | 3,0  | 5,5   | 4,0 | 2,5 | 5,2   | 3,5  |     |     |     |     |
| 7 de marzo de 2014    | SWG                    | 21,6              | 30,3  | 4,9  | 1,1    | 22,0 | c. SE  | 2,7  | 3,3   |     | 2,3 | 11,8  | 8,3  |     |     |     |     |
| 7 de marzo de 2014    | Ixè                    | 24,0              | 29,1  | 4,7  | 1,9    | 21,8 | 1,0    | 3,5  | 3,2   | 6,3 |     | 4,5   | 5,1  |     |     |     |     |
| 6 de marzo de 2014    | Tecnè                  | 24,0              | 28,2  | 4,5  | 1,9    | 22,4 |        | 3,1  | 3,3   |     |     | 12,6  | 4,2  |     |     |     |     |
| 3 de marzo de 2014    | ScenariPolitici        | 20,0              | 27,5  | 6,3  | 2,2    | 25,4 | 2,3    | 3,1  | 4,2   | 5,4 |     | 3,6   | 2,1  |     |     |     |     |
| 28 de febrero de 2014 | Ixè                    | 23,2              | 28,5  | 4,6  | 1,8    | 22,7 | 1,1    | 3,6  | 3,0   | 6,9 |     | 4,6   | 5,3  |     |     |     |     |
| 21 de febrero de 2014 | Ixè                    | 22,4              | 27,6  | 4,8  | 1,6    | 24,9 | 1,0    | 3,4  | 3,1   | 7,2 |     | 4,0   | 2,7  |     |     |     |     |
| 13 de febrero de 2014 | Tecnè                  | 23,5              | 29,6  | 3,9  | 2,3    | 25,4 |        | 3,0  | 3,7   |     |     | 8,6   | 4,2  |     |     |     |     |
| 5 de febrero de 2014  | IPR                    | 24,3              | 27,6  | 5,0  | 2,0    | 25,4 | 1,0    | 1,5  | 5,6   |     |     | 7,6   | 2,2  |     |     |     |     |
| 7 de junio de 2009    | Resultados electorales | 35,3              | 26,1  | 10,2 | 6,5    | —    | —      | —    | —     | —   | —   | 15,4  | 8,8  |     |     |     |     |
| Fecha                 | Encuestadora           | FI                | PD    | LN   | UdC    | M5S  | SC     | FdI  | NCD   | AET | SE  | Otros | Dif. |     |     |     |     |

## Resultados
| Partido                              | Partido                                         | Grupo del PE                         | Candidato principal                  | Votos      | %      | +/−    | Escaños | +/−   |
| ------------------------------------ | ----------------------------------------------- | ------------------------------------ | ------------------------------------ | ---------- | ------ | ------ | ------- | ----- |
|                                      | Partido Democrático (PD)                        | S&D                                  | Simona Bonafé                        | 11.203.231 | 40,81  | +14,69 | 31/73   | +10   |
|                                      | Movimiento 5 Estrellas (M5S)                    | EFDD                                 | Ignazio Corrao                       | 5.807.362  | 21,15  | Nuevo  | 17/73   | Nuevo |
|                                      | Forza Italia (FI)                               | EPP                                  | Raffaele Fitto                       | 4.614.364  | 16,81  | −18,45 | 13/73   | −16   |
|                                      | Liga Norte (LN)                                 | NI                                   | Matteo Salvini                       | 1.688.197  | 6,15   | −4,06  | 5/73    | −4    |
|                                      | Nueva Centroderecha – Unión de Centro (NCD–UdC) | EPP                                  | Lorenzo Cesa                         | 1.202.350  | 4,38   | Nuevo  | 3/73    | Nuevo |
|                                      | La Otra Europa con Tsipras (AET)                | GUE/NGL                              | Barbara Spinelli                     | 1.108.457  | 4,03   | Nuevo  | 3/73    | Nuevo |
|                                      | Hermanos de Italia (FdI)                        | Ninguno                              | Giorgia Meloni                       | 1.006.513  | 3,66   | Nuevo  | 0/73    | Nuevo |
|                                      | Verdes Europeos - Green Italia (GI–VE)          | Ninguno                              | Angelo Bonelli                       | 250.102    | 0,91   | Nuevo  | 0/73    | Nuevo |
|                                      | Elección Europea (CD – SC – FFD)                | Ninguno                              | Bruno Tabacci                        | 197.942    | 0,72   | Nuevo  | 0/73    | Nuevo |
|                                      | Italia de los Valores (IdV)                     | Ninguno                              | Ignazio Messina                      | 181.373    | 0,66   | −7,34  | 0/73    | −7    |
|                                      | Partido Popular Sudtirolés (SVP)                | EPP                                  | Herbert Dorfmann                     | 138.037    | 0,50   | +0,03  | 1/73    | ±0    |
|                                      | Yo Cambio – MAIE (IC–MAIE)                      | Ninguno                              | Davide Vannoni                       | 50.978     | 0,18   | Nuevo  | 0/73    | Nuevo |
|                                      |                                                 |                                      |                                      |            |        |        |         |       |
| Votos válidos                        | Votos válidos                                   | Votos válidos                        | Votos válidos                        | 27.448.906 | 94,70  |        |         |       |
| Votos en blanco y nulos              | Votos en blanco y nulos                         | Votos en blanco y nulos              | Votos en blanco y nulos              | 1.542.352  | 5,30   |        |         |       |
| Total                                | Total                                           | Total                                | Total                                | 28.991.258 | 100,00 |        |         |       |
| Votantes registrados y participación | Votantes registrados y participación            | Votantes registrados y participación | Votantes registrados y participación | 50.662.460 | 57,22  |        |         |       |
| Fuente: Ministerio del Interior      |                                                 |                                      |                                      |            |        |        |         |       |

1. ↑  Lista conectada con el Partido Democrático

| \| Voto popular \| Voto popular \| Voto popular \| Voto popular \| Voto popular \| \| ------------ \| ------------ \| ------------ \| ------------ \| ------------ \| \| \| \| \| \| \| \| PD \| PD \| \| 40.8 % \| 40.8 % \| \| M5S \| M5S \| \| 21.1 % \| 21.1 % \| \| FI \| FI \| \| 16.8 % \| 16.8 % \| \| LN \| LN \| \| 6.1 % \| 6.1 % \| \| NCD – UDC \| NCD – UDC \| \| 4.4 % \| 4.4 % \| \| AET \| AET \| \| 4.0 % \| 4.0 % \| \| FdI \| FdI \| \| 3.7 % \| 3.7 % \| \| Otros \| Otros \| \| 3.1 % \| 3.1 % \| |           |  |        |        |
| Voto popular |           |  |        |        |
| |           |  |        |        |
| PD | PD        |  | 40.8 % | 40.8 % |
| M5S | M5S       |  | 21.1 % | 21.1 % |
| FI | FI        |  | 16.8 % | 16.8 % |
| LN | LN        |  | 6.1 %  | 6.1 %  |
| NCD – UDC | NCD – UDC |  | 4.4 %  | 4.4 %  |
| AET | AET       |  | 4.0 %  | 4.0 %  |
| FdI | FdI       |  | 3.7 %  | 3.7 %  |
| Otros | Otros     |  | 3.1 %  | 3.1 %  |